# Beauvoir (Mancha)
Beauvoir es una comuna francesa situada en el departamento de Mancha, en la región de Normandía.
Está situada a poca distancia del monte Saint-Michel y de las costas de Bretaña, por lo que el turismo juega un rol central en su economía. Tiene un hotel cinco estrellas, un camping cuatro estrellas y múltiples hoteles, albergues, restaurantes, etc.

## Demografía
| 469 | 433 | 411 | 420 | 426 | 427 | 428 |
| Para los censos de 1962 a 1999 la población legal corresponde a la población sin duplicidades (Fuente: INSEE [Consultar]) |     |     |     |     |     |     |